# Луций Венулей Монтан
Лу́ций Венуле́й Монта́н (лат. Lucius Venuleius Montanus; умер, предположительно, после 68 года) — римский государственный и политический деятель, занимавший должность проконсула во времена правления императора Нерона (54—68 годы).

## Биография
Луций Венулей первым среди представителей своего неименитого плебейского рода сумел достичь высших магистратур.
В период правления императора Нерона Монтан занимал должность консула-суффекта. Затем он находился на посту проконсула провинции Вифиния и Понт.
Известно, что супругой Монтана была некая Лецилла (или Луцилла). В этом браке родился, по крайней мере, сын, консул-суффект 92 года.